# كي أوموتو
كي أوموتو (باليابانية: 尾本 敬) (مواليد 21 يوليو 1984)، هو لاعب كرة قدم ياباني سابق كان يلعب كمدافع.

## وصلات خارجية
- كي أوموتو على موقع رابطة كرة القدم اليابانية للمحترفين (اليابانية)
- كي أوموتو على موقع قاعدة بيانات كرة القدم.إي يو (الإنجليزية)
- كي أوموتو على موقع Soccerway.com (الإنجليزية)
- كي أوموتو على موقع عالم كرة القدم.نت (الإنجليزية)